# Andamankricka
Andamankricka (Anas albogularis) är sydasiatisk fågel i familjen änder inom ordningen andfåglar. Den har tidigare behandlats som underart till Anas gibberifrons men behandlas numera oftast som egen art.

## Utseende och läte

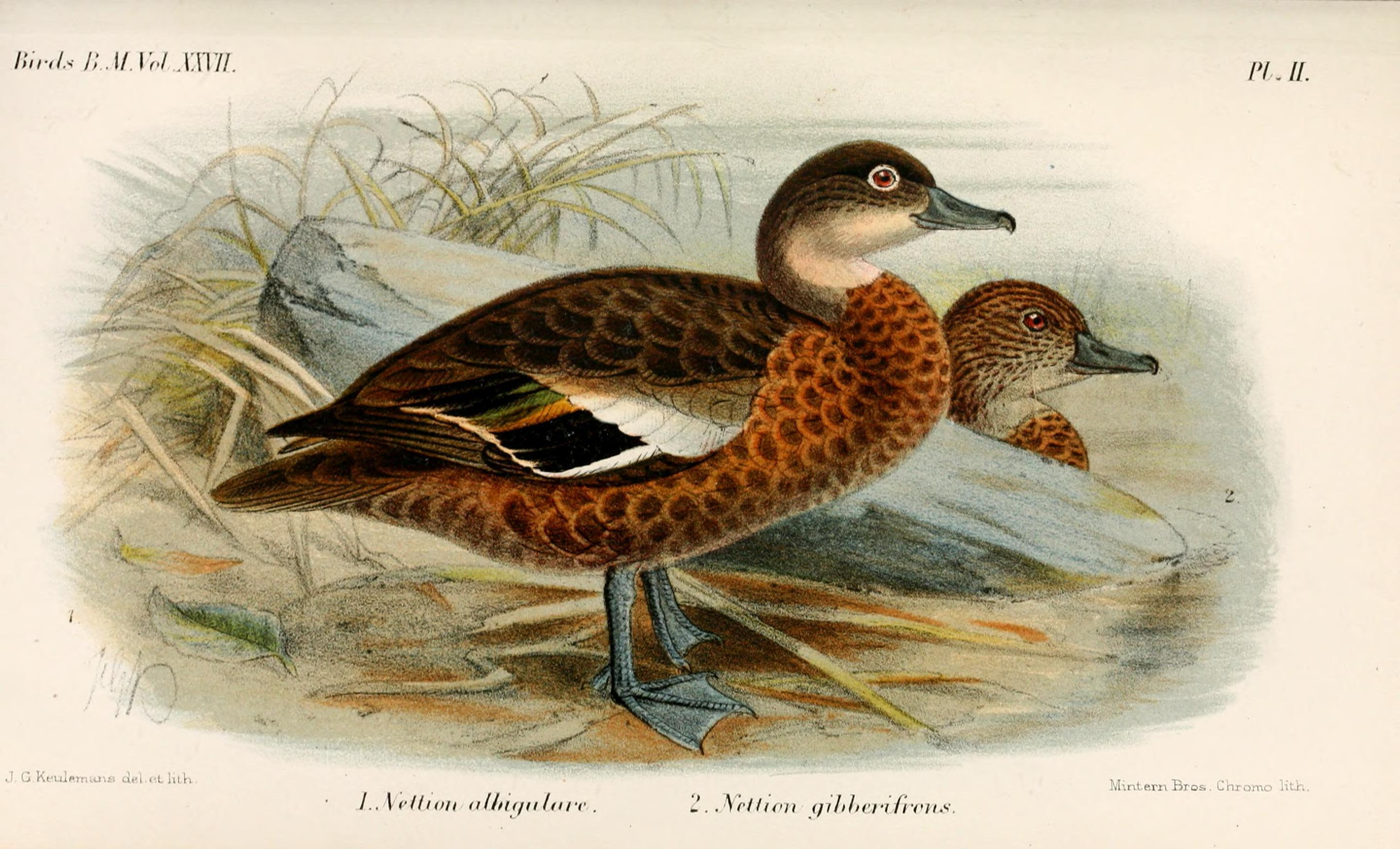

Andamankrickan är en relativt liten brun and. Huvudet är brunsvart med tydliga vita fält på hakan och runt ögat. Vita spetsar på de yttre armpennorna formar en vit kant nedanför vingspegeln. Den liknande sundakrickan saknar det vita både på huvudet och vingspegeln, men har en uppsvullen panna, vilket andamankrickan aldrig visar. Lätena är väldigt dåligt beskrivna, där endast en låg och mjuk vissling och ett lågt kvackande har nämnts.

## Utbredning och systematik
Andamankricka förekommer endast i Bengaliska viken i den indiska ögruppen Andamanerna samt på Great Coco Island som tillhör Myanmar. Den är nära släkt med sundakricka (Anas gibberifrons) och gråkricka (Anas gracilis). Tidigare behandlades de som samma art, Anas gibberifrons, och vissa gör det fortfarande. Även madagaskarkrickan (Anas bernieri) tros vara nära släkt.

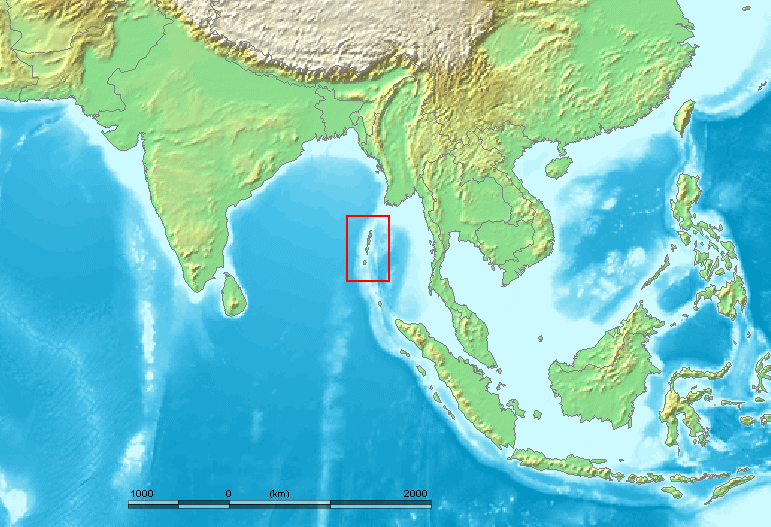
Fågeln är endemisk för Andamanerna öster om Bengaliska viken.

## Ekologi
Fågeln bebor åar, dammar, laguner, risfält samt både sötvattens- och bräckvattensträsk. Den lever nomadiskt och ses även ute till havs. Oftast uppträder andamankrickan i flockar om 20-30 individer och födosöker nattetid; dagtid vilar den i mangroveträd eller på klippor exponerade under lågt tidvatten.
Arten häckar från juli till oktober och har sina bon i vassfält. I boet som är gjort av gräs läggs nio ägg. Tidigare trodde man att den häckade i trädhål, men sentida studier hittade inga tecken på detta. De lever huvudsakligen av mollusker och leddjur.

## Status och hot
Andamankrickan tros ha ett litet bestånd uppskattat till endast mellan 1000 och 2500 vuxna individer. Beståndet anses dock vara stabilt. Internationella naturvårdsunionen kategoriserar den som nära hotad baserat på populationsstorleken. Möjliga hot är mänsklig påverkan genom bland annat fiske och jakt. Väldigt lite av dess levnadsmiljö är skyddad och de största flockarna har setts i de områden som är minst påverkade av människan.